# Parergodrilidae
Parergodrilidae är en familj av ringmaskar. Enligt Catalogue of Life ingår Parergodrilidae i klassen havsborstmaskar, fylumet ringmaskar och riket djur, men enligt Dyntaxa är tillhörigheten istället ordningen Sabellida, klassen havsborstmaskar, fylumet ringmaskar och riket djur. Enligt Catalogue of Life omfattar familjen Parergodrilidae 2 arter. 
Kladogram enligt Catalogue of Life och Dyntaxa:
| Parergodrilidae | \| \| Hrabeiella \| \| \| \| \| \| Parergodrilus \| \| \| \| \| \| Stygocapitella \| \| \| \| |
|                 | \| \| Hrabeiella \| \| \| \| \| \| Parergodrilus \| \| \| \| \| \| Stygocapitella \| \| \| \| |
|                 | Hrabeiella                                                                                    |
|                 |                                                                                               |
|                 | Parergodrilus                                                                                 |
|                 |                                                                                               |
|                 | Stygocapitella                                                                                |
|                 |                                                                                               |